# Nordelbingen. Beiträge zur Heimatforschung in Schleswig-Holstein, Hamburg und Lübeck
Nordelbingen. Beiträge zur Heimatforschung in Schleswig-Holstein, Hamburg und Lübeck (variant af Nordalbingen) er et historisk tidsskrift i Slesvig-Holsten og Hamborg, der er grundlagt 1923.
I begyndelsen blev det redigeret af bl.a. lederne af museet i Flensborg W.H. Dammann (1883-1926) og Fritz Fuglsang (1897-1961) samt historikeren Paul von Hedemann-Heespen (1869-1937). I begyndelsen fokuserede tidsskriftets redaktion på kulturhistorie, kirkelig og verdslig kunst, folklore og økonomisk historie, men fra ca. 1940 har artiklerne været koncentreret om områdets kunst- og kulturhistorie.
| Bog | Spire Denne artikel om bøger og tidsskrifter er en spire som bør udbygges. Du er velkommen til at hjælpe Wikipedia ved at udvide den. |